# در سرزمین زنان
در سرزمین زنان (به انگلیسی: In the Land of Women) فیلمی محصول سال ۲۰۰۷ و به کارگردانی جاناتان کاسدان است. در این فیلم بازیگرانی همچون آدام برودی، کریستن استوارت، مگ رایان، المپیا دوکاکیس، مکنزی وگا، جوبت ویلیامز، النا آنایا، کلارک گرگ، جنیفر گودوین، داستین میلیگان، دنیل سیوری، گراهام واردل و جف کانینگهام ایفای نقش کرده‌اند.